# Dendrocalamus collettianus
Dendrocalamus collettianus är en gräsart som beskrevs av James Sykes Gamble. Dendrocalamus collettianus ingår i släktet Dendrocalamus och familjen gräs. Inga underarter finns listade i Catalogue of Life.